# Sholavaram
Cholavaram, también escrito como Sholavaram, es un suburbio 24 km al norte de Chennai, Tamil Nadu, India. Es popular como Sholavaram y también es conocido por el lago Cholavaram. Junto al lago había un antiguo aeródromo de la Fuerza Aérea que se utilizaba como pista de carreras de coches. Fue una pista de aterrizaje utilizada durante la Segunda Guerra Mundial; después de que se formara el Madras Motor Sports Club a mediados de los años 50, seleccionó Sholavaram para realizar sus eventos de carreras. Desde entonces, los eventos de carreras tuvieron lugar todos los años y continuaron hasta fines de la década de 1980 hasta que el Madras Motor Sports Club construyó una nueva pista en Irungattukottai, Sriperumbudur, Chennai. Cholavaram es una localidad situada en Chennai y el código postal de esta localidad es 600067. Es la parte norte de la Ciudad Metropolitana de Chennai y también una parte del área cubierta por la Autoridad de Desarrollo Metropolitano de Chennai (CMDA).
El famoso actor malabar Jayan murió en un accidente de helicóptero en este suburbio durante el rodaje de la película Kolilakkam el 16 de noviembre de 1980.